# Torri di Latemar
Torri di Latemar lub Campanili di Latemar (niem. Latemartürme) – masyw w Alpach Fleimstalskich, w Alpach Wschodnich. Leży w regionie Trydent-Górna Adyga, w północnych Włoszech. W masywie tym znajduje się kilka szczytów, z których najwyższy ma wysokość 2814 m. Szczyty te mają strzelisty, "wieżowaty" kształt, stąd też ich nazwa.